# Ficus ficus
Espèce
Synonymes
- Ficus subintermedia (d'Orbigny, 1852)[réf. nécessaire]

Ficus ficus est une espèce de mollusques gastéropodes appartenant à la famille des Ficidae.

## Description
Cette espèce mesure environ 10 cm de long.

## Répartition
On la trouve dans l'océan Indien et l'ouest de l’océan Pacifique.

## Systématique
Le nom valide complet (avec auteur) de ce taxon est Ficus ficus (Linnaeus, 1758).
Ficus ficus a pour synonymes :
- Bulla ficus (Linnaeus, 1758)
- Ficus communis Röding, 1798
- Ficus ficoides (Lamarck, 1822)
- Ficus margaretae Iredale, 1931
- Murex ficus Linnaeus, 1758
- Pirula ficus (Linnaeus, 1758)
- Pyrula ficoides Lamarck, 1822
- Pyrula ficus (Linnaeus, 1758)

## Ficus ficuset l'homme
Les femmes de la région de Magan (Oman) utilisaient la coquille de ce mollusque pour donner à boire aux petits enfants.

## Publication originale
- Linnaeus, C. (1758). Systema Naturae per regna tria naturae, secundum classes, ordines, genera, species, cum characteribus, differentiis, synonymis, locis. [The system of nature through the three kingdoms of nature, according to classes, orders, genera, species, with characters, differences, synonyms, places.]. Impensis Direct. Laurentii Salvii. Holmiae [Stockholm]. 1(10) [iii], 824 p. lire